# Adi de la Vâlcea
Adrian Nicolae Dinuț (numele de scenă fiind Adi de la Vâlcea, n. 24 ianuarie 1973, Râmnicu Vâlcea) este unul dintre cei mai cunoscuți cântăreți de manele din România, fiind cunoscut pentru numeroase piese ca „Supărat”, „Am avut multe femei”, „Pentru cine, pentru tine”.

S-a născut într-o familie de oameni modești, crescând fără tată, el având încă 2 frați: Alin, care este instrumentist în trupa sa, și Mugurel. Din mariajul cu Cristina a rezultat Alex, unicul copil al lui Adi de la Vâlcea. 

El a debutat cu piesa "Ce ai făcut din mine fată", apreciată încă de la lansare. Un alt cântec, vizionat și apreciat în ultimul timp a fost "Visul mi s-a împlinit", interpretat alături de Ionuț Prințu, care a acumulat aproape 4.000.000 de vizualizări pe YouTube.

## Albume
- Alb & Negru feat Cosmin T-Short (2001)
- Pe obraz lacrima curge(2002)
- Supărat (2005)
- Ediție Limitată  (2006)
- De neprețuit cu Vali Vijelie (2006)